# Pasmo Laskowskie

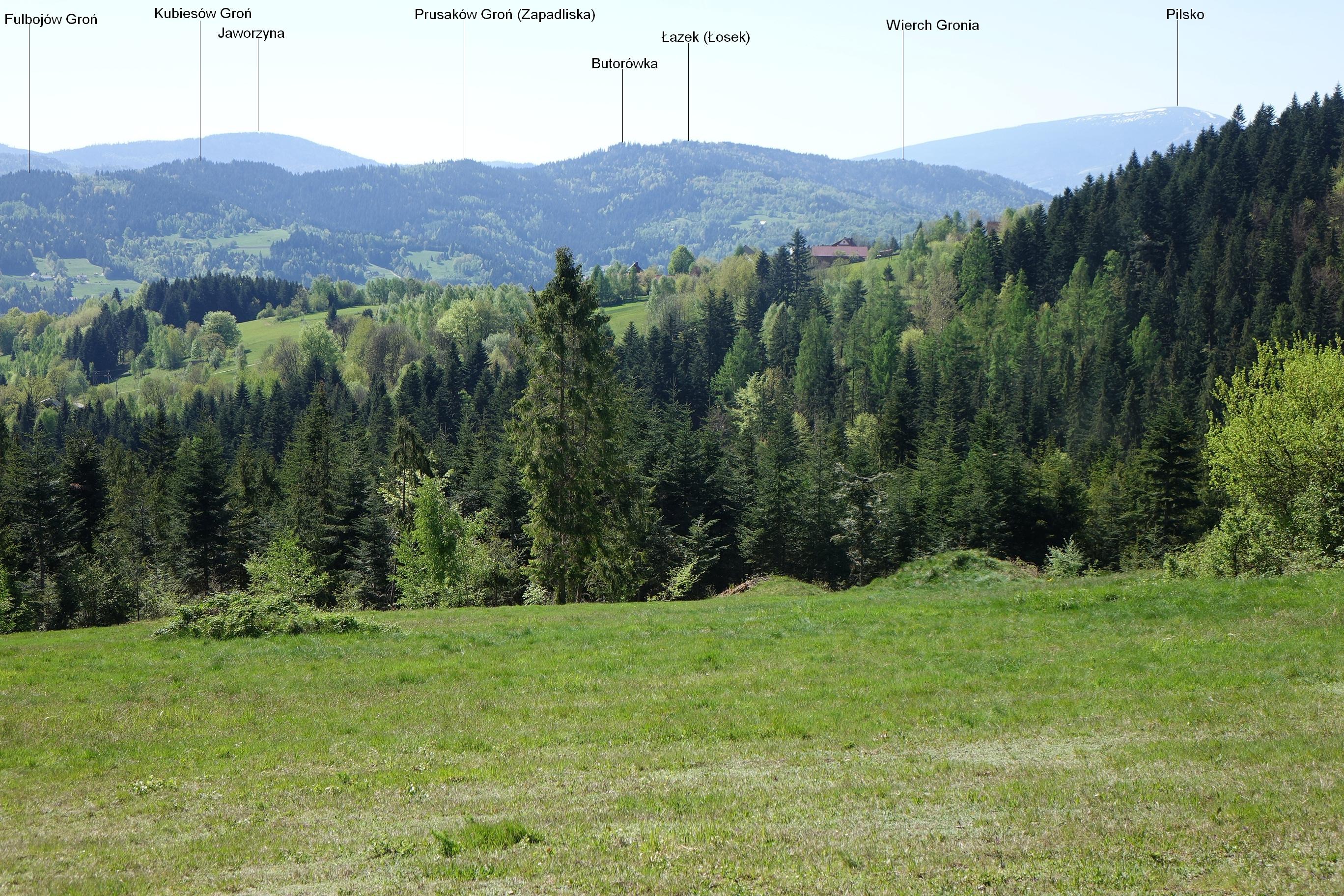
Półudniowo-zachodnia część pasma. Widok z Uboczy w Paśmie Pewelskim

Pasmo Laskowskie lub Pasmo Łoska – pasmo górskie, które według Jerzego Kondrackiego, autora regionalizacji fizycznogeograficznej Polski należy do Beskidu Makowskiego, w nowszej regionalizacji z 2018 roku do Beskidu Żywiecko-Orawskiego, a w najszerszym rozumieniu do Beskidu Żywieckiego
Pasmo Laskowskie ciągnie się od doliny Koszarawy w Przyborowie w północno-wschodnim kierunku po Zagrodzki Groń. Dolna, większa część pasma (po przełęcz Hucisko), znajduje się pomiędzy doliną Koszarawy i Pewlicy (dopływ Koszarawy). Po drugiej stronie przełęczy Hucisko ciągnie się jeszcze wąski skrawek Pasma Laskowskiego z wzniesieniem Zagrodzkiego Gronia, znajdujący się w widłach dwóch źródłowych potoków Lachówki. Pasmo Laskowskie jest dobrze oddzielone od sąsiednich pasm górskich dolinami rzek i potoków. Jedynie przez grzbiet przełęczy Hucisko łączy się z sąsiednim Pasmem Pewelskim, a poprzez Wyczyszczon z resztą Beskidu Żywiecko-Orawskiego. W kierunku od południa na północ w Paśmie Laskowskim wyróżnia się następujące wzniesienia: Wierch Gronia (Gronik, 641 m), Łazek (Łosek, 868 m), Butorówka (760 m), Prusaków Groń (Zapadliska, 790 m), Kubiesów Groń (788 m), Fulbojów Groń (620 m), Wyczyszczon (742 m), Trzy Kopce (615 m) i Zagrodzki Groń (668 m)”.
Najwyższym wzniesieniem Pasma Laskowskiego jest Łosek (868 m). Dawniej nosił nazwę Lasek, stąd też utrwaliła się nazwa pasma. Grzbiet i stoki pasma są w dużym stopniu bezleśne, zajęte przez pola i zabudowania miejscowości Koszarawa, Przyborów, Jeleśnia, Pewel Wielka, Hucisko, Kurów, Lachowice. Dzięki temu na szlaku turystycznym prowadzącym przez pola, łąki i zagajniki tego pasma znajduje się wiele dobrych punktów widokowych. Jest jedno schronisko turystyczne – SST Lasek. Oprócz żółtego szlaku turystycznego prowadzi do niego z dolin kilka „szlaków chatkowych” oznaczonych symbolem domku oraz „szlak kuflowy” oznaczony żółtym znakiem kufla.

## Szlaki turystyczne
Przyborów – Łosek – SST Łosek – Koszarawa. Czas przejścia: 1:50 h, 1:50 h
 odcinek: Koszarawa (szkoła) – przełęcz pod Wyczyszczonem – Przełęcz Hucisko – Trzy Kopce – Lachowice (PKS Karczówka).